# Ларчано
Ларчано (итал. Larciano) — коммуна в Италии, располагается в регионе Тоскана, в провинции Пистоя.
Население составляет  6 329 человека (31-5-2019), плотность населения составляет 253,46 чел./км². Занимает площадь 24,97  км². Почтовый индекс — 51036. Телефонный код — 0573.
Покровителем населённого пункта считается святой Рох.

## Демография
Динамика населения:

## Администрация коммуны
- Официальный сайт: http://www.comune.larciano.pt.it/

## Примечание
1. ↑  Statistiche demografiche ISTAT. demo.istat.it. Дата обращения: 2 декабря 2019. Архивировано из оригинала 24 июля 2019 года.